# Schlossmühle Rheydt
Die Schlossmühle Rheydt war eine Wassermühle mit einem unterschlächtigen Wasserrad am Oberlauf der Niers im Mönchengladbacher Stadtteil Rheydt im Regierungsbezirk Düsseldorf.

## Geographie
Die Schlossmühle Rheydt hat ihren Standort an der linken Seite der Niers, an der Schlossstraße im Mönchengladbacher Stadtteil Rheydt. Oberhalb befand sich die Zoppenbroicher Mühle, unterhalb die Klippertzmühle. Das Gelände, auf dem das Mühlengebäude steht, hat eine Höhe von ca. 51 m über NN.

## Gewässer
Die Niers (GEWKZ 286) in ihrem alten Flussbett versorgte bis zur Flussbegradigung über Jahrhunderte zahlreiche Mühlen mit Wasser. Die Niers entspringt in Kuckum, einem Ortsteil der Stadt Erkelenz. Bis zur Mündung in die Maas bei Gennep (Niederlande) hat die Niers eine Gesamtlänge von 117,668 km und ein Gesamteinzugsgebiet von 1.380,630 km2. Die Quelle liegt bei 73 m ü. NN, die Mündung bei 9 m ü. NN. Die Pflege und der Unterhalt des Gewässers obliegt dem Niersverband.

## Geschichte
Die Schlossmühle Rheydt wurde im Jahre 1256 erstmals in einer Stiftungsurkunde des Gerhard von Heppendorf, Vogt zu Köln, erwähnt. Die Mühle stand am linken Ufer der Niers und wurde ursprünglich als Getreidemühle betrieben. Die unterschlächtige Bannmühle wurde im Lauf der Zeit zusätzlich zur Öl- und Walkmühle ausgebaut. Um 1590 wurde in den Räumen auch eine Papiermühle betrieben. Im Jahre 1846 kauften die Gebrüder Pferdemenges die Mühle und betrieben neben der Mühle ein Geschäft für Mehl und Holz. 1865 gründeten die Gebrüder eine mechanische Weberei. Die Webstühle, auf denen Anzug- und Hosenstoffe gewebt wurden, stammten aus England. Die Weberei entwickelte sich zu einem bedeutenden Unternehmen. 1875 wurde der Betrieb vergrößert und mit einer Dampfmaschine ausgestattet. Der Mühlenbetrieb wurde 1920 eingestellt. Nach Kriegszerstörungen wurde die Weberei wieder in Betrieb genommen und konnte bis in die 1980er Jahre am Markt bestehen. 1998 wurden die von der Stadt Mönchengladbach gekauften Gebäude zu Wohnungen und Ateliers umgebaut und im Jahre 2000 unter Denkmalschutz gestellt.

## Galerie

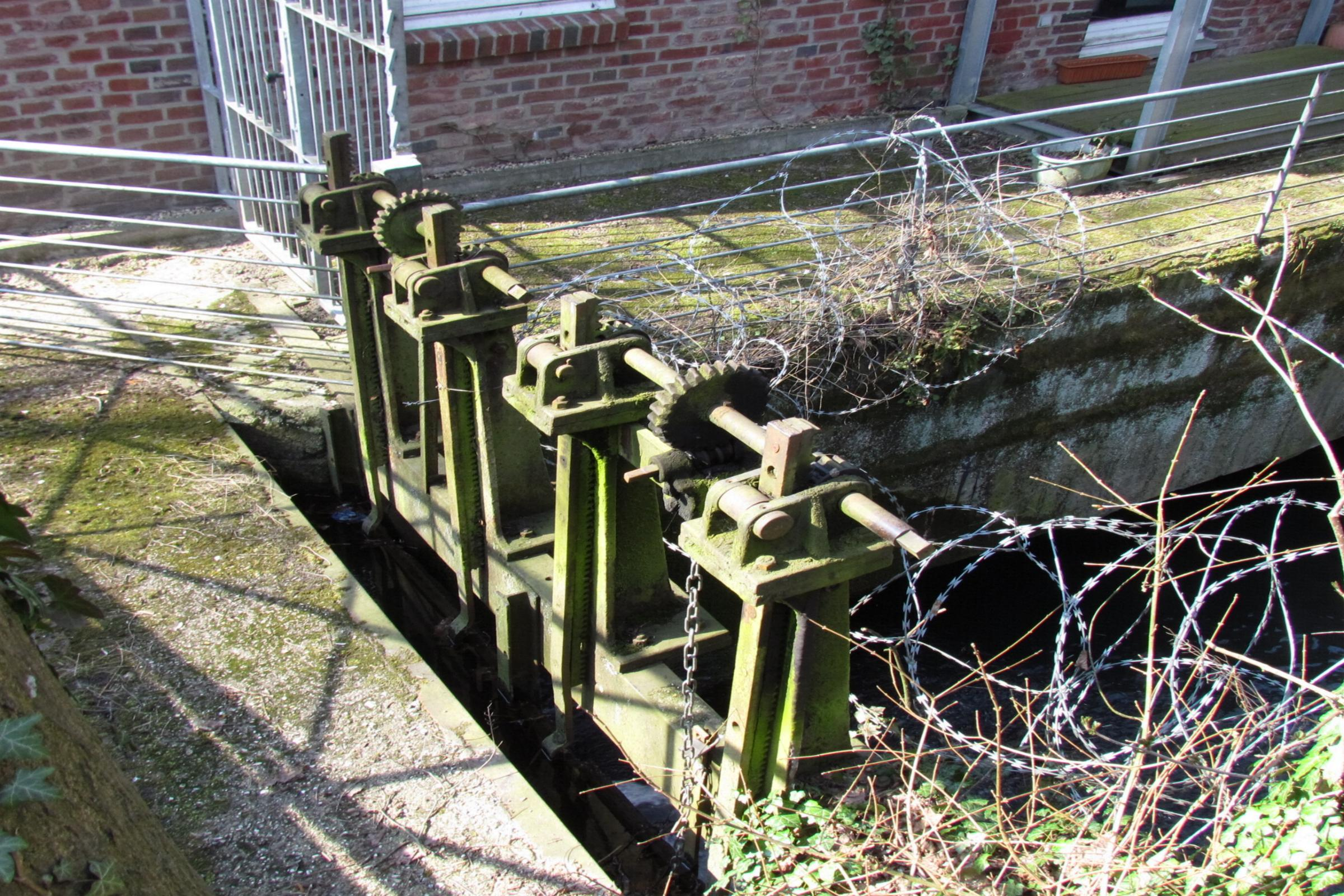
Stauanlage an der Schlossmühle
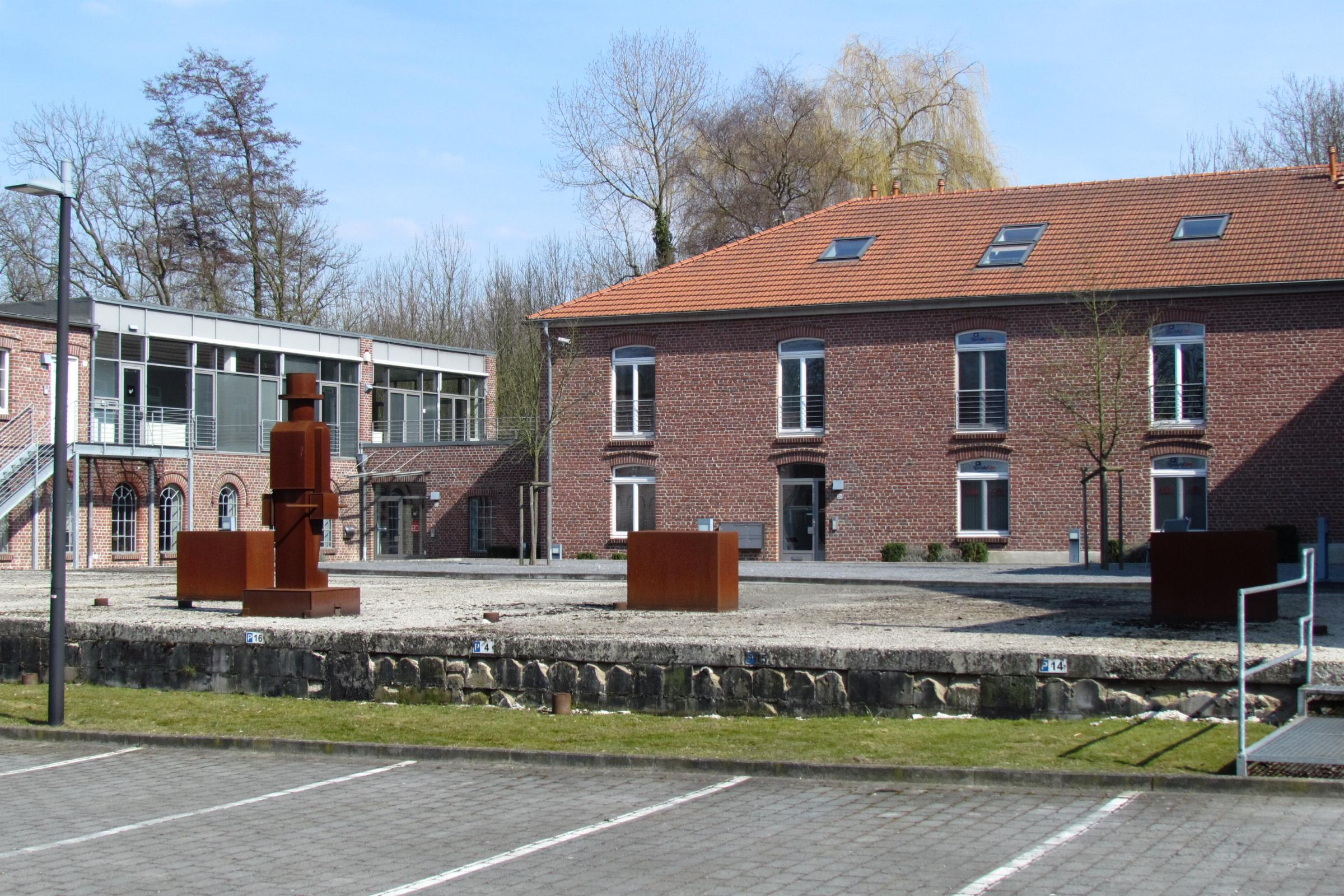
Angrenzende Wirtschaftsgebäude
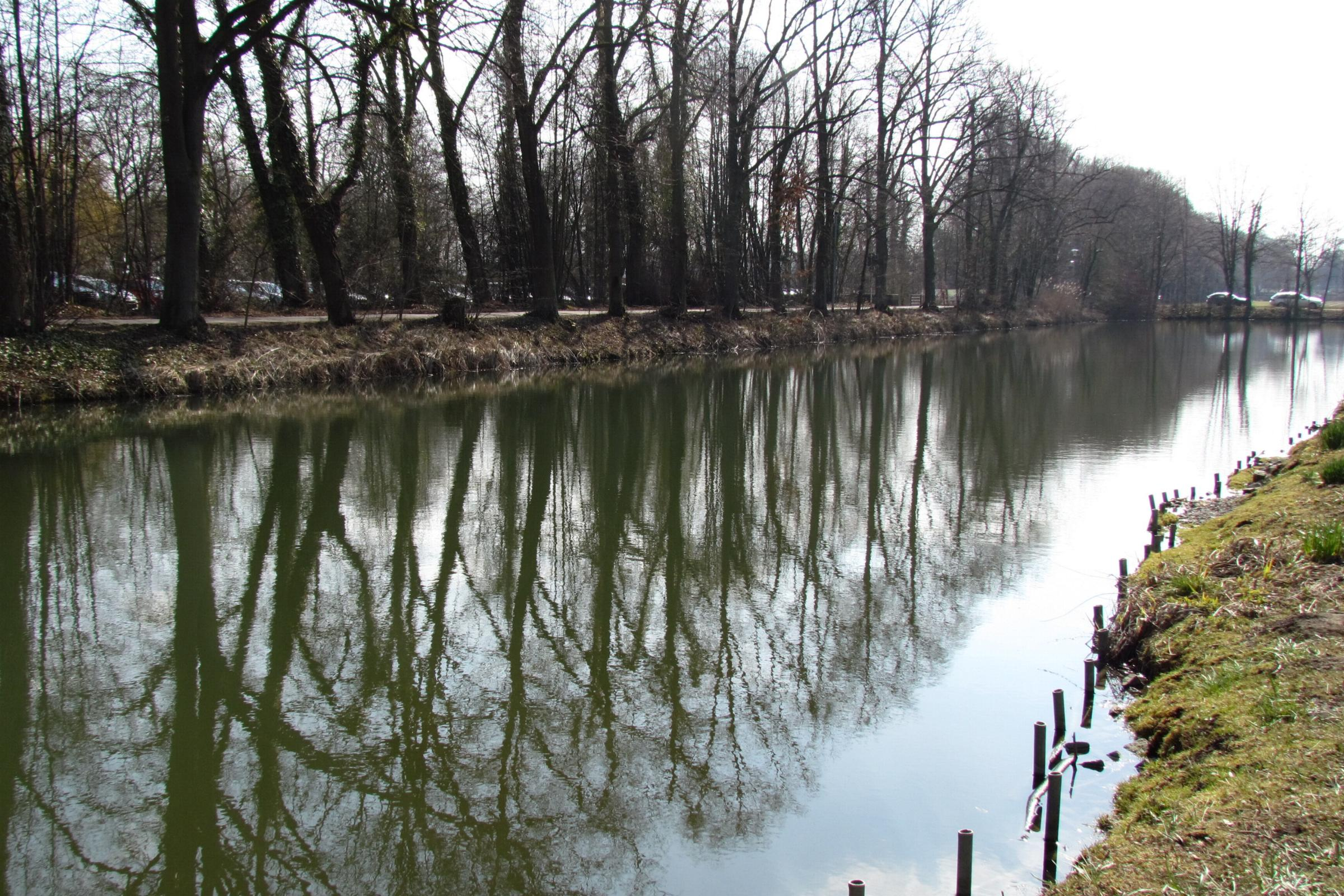
Vorgelagerter Mühlenteich
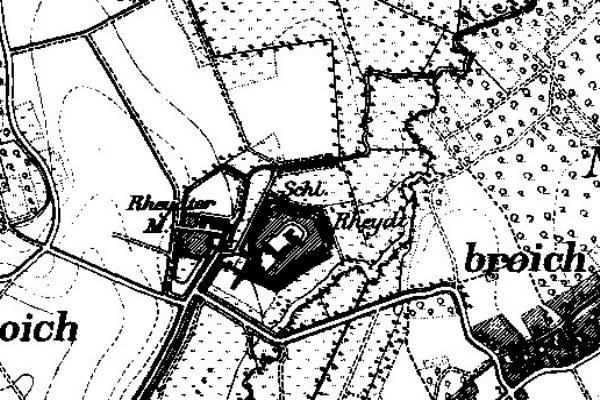
Schloss und Schlossmühle auf der Karte Neuaufnahme von 1912
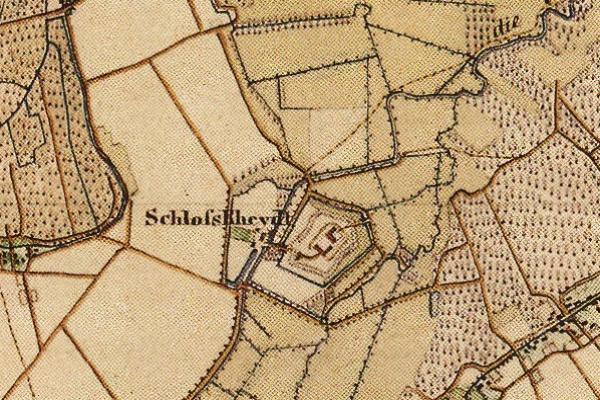
Schloss und Schlossmühle auf der Urkatasterkarte von 1846
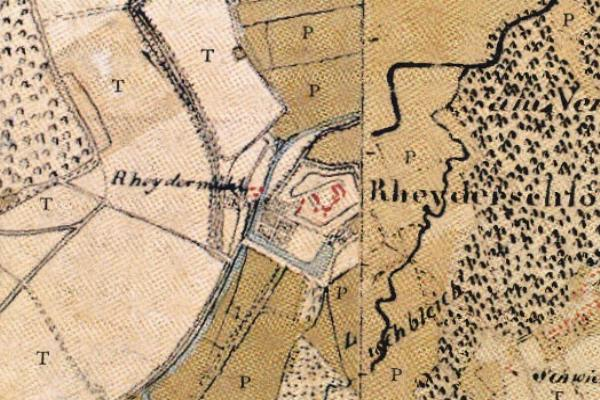
Schlossmühle als Rheydermühl auf der Tranchotkarte 1803–1820

## Denkmaleintrag
Schloßmühle Rheydt in Geneicken  Eintrag als Denkmal am 18. Februar 2000
Das Objekt liegt am nördlichen Ende der Schlossstraße westlich vom Wasserschloss Rheydt anstelle der bereits im Spätmittelalter genannten Wassermühle. Ein zweieinhalbgeschossiges, siebenachsiges Haupthaus in Ziegelstein unter Walmdach mit mittig vortretendem dreiachsigem Risalit und nachträglich verkleidetem Giebeldreieck in insgesamt schlichter Fassadengestaltung. Hochrechteckfenster mit Stichbogen im Erdgeschoss. Eine stichbogige Durchfahrt ermöglicht im südlichen Hausteil den Zugang in den Innenhof.
Das Objekt ist aufgrund seines Standortes am Platz der ehemaligen Schloßmühle, als Nachfolgebau anstelle der historischen Schloßmühle und Dokument einer um die Mitte des 19. Jahrhunderts einsetzenden funktionalen und baulichen Umnutzung zu einer Baumwollweberei und aus architektonischen Gründen als Baudenkmal schützenswert.